# Metacycla
Metacycla es un género de escarabajos  de la familia Chrysomelidae. En 1861 Baly describió el género. Contiene las siguientes especies:
- Metacycla caeruleipennis Jacoby, 1888
- Metacycla insolita (LeConte, 1861)
- Metacycla marginata Chapuis, 1875
- Metacycla rugipennis Jacoby, 1892
- Metacycla sallei Baly, 1861